# 鄂葱错
鄂葱错（藏語：ཨོག་ཚོམ་མཚོ།，威利转写：og tshom mtsho，THL：Oktsom Tso）位于中国西藏自治区那曲市双湖县境内，地处双湖县南部，湖面海拔4910米，湖长3.3公里，最大宽2.5公里，平均宽1.4公里，面积4.6平方公里。